# 1767 az irodalomban

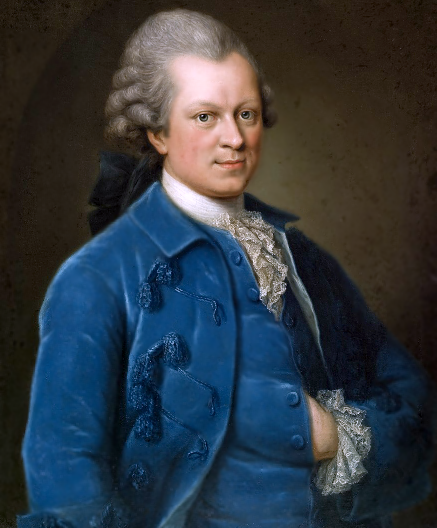
Lessing portréja

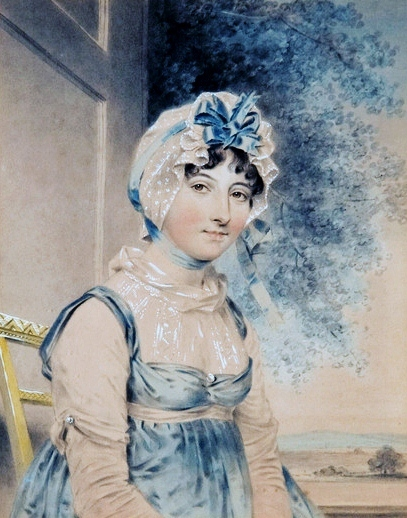
Maria Edgeworth

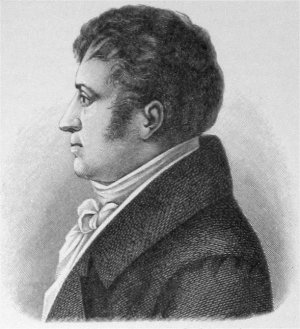
August Wilhelm Schlegel

Az 1767. év az irodalomban.

## Események
- Hamburgban megnyílik az első német Nemzeti Színház, dramaturgja Lessing.[1]

## Megjelent új művek
- Voltaire filozófiai kisregénye: A vadember (L'Ingénu).
- Laurence Sterne Tristram Shandy úr élete és gondolatai (The Life and Opinions of Tristram Shandy, Gentleman) című regényének utolsó kötete (az első két kötet 1759-ben jelent meg).
- Jean-François Marmontel francia író, történész regénye: Bélisaire.
- Johann Gottfried Herder: Fragmente. Über die neuere deutsche Literatur (Töredékek. Az újabb német irodalomról).

### Dráma
- Lessing polgári vígjátéka: Barnhelmi Minna (Minna von Barnhelm oder das Soldatenlück) (bemutató Hamburgban).
- A pályája elején álló Beaumarchais francia drámaíró színműve: Eugénie (bemutató).

## Születések
- január 1. – Maria Edgeworth ír írónő († 1849)
- június 22. – Szentjóbi Szabó László magyar költő († 1795)
- június 22. – Wilhelm von Humboldt porosz államférfi, nyelvész, esztéta, Alexander von Humboldt bátyja († 1835)
- szeptember 8. – August Wilhelm Schlegel német költő, műfordító, műkritikus, a német romantika egyik úttörője († 1845)
- október 25. – Benjamin Constant svájci születésű francia gondolkodó, író, politikus, filozófus († 1830)